# Streckbank (Textilindustrie)

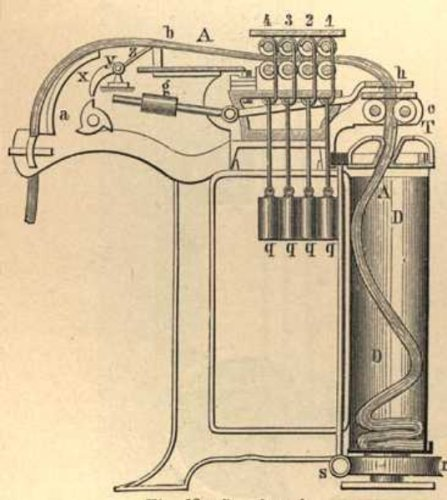
Eine Streckbank aus Meyers Konversations-Lexikon von 1888

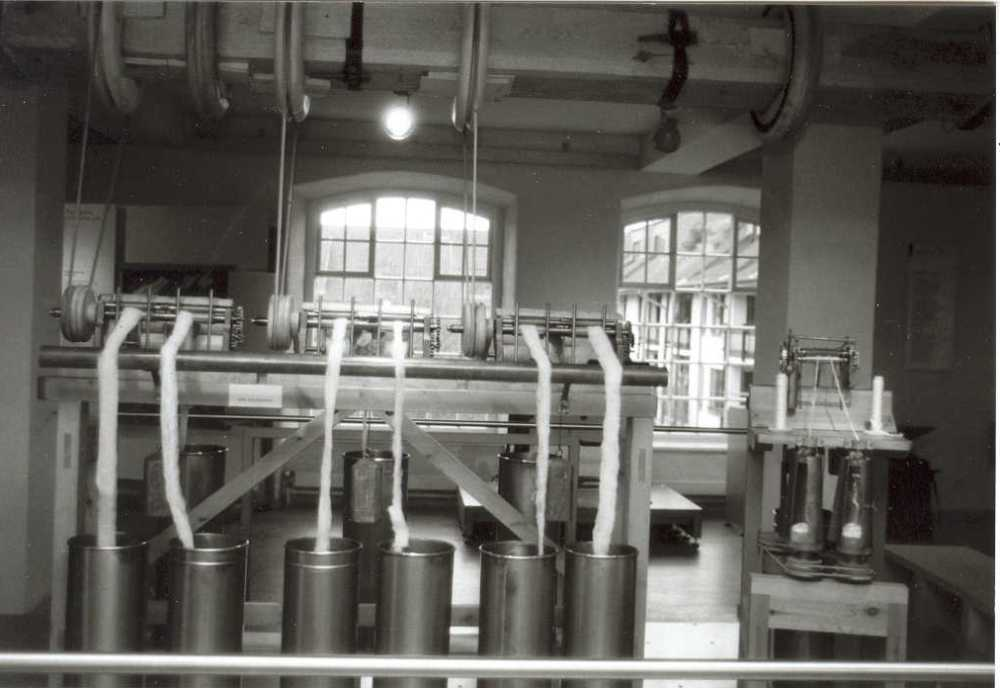
Eine Streckbank im Rheinischen Industriemuseum

Die Streckbank oder auch Laternenbank diente in der Textilindustrie  zum Vorspinnen des Kardenbandes aus Baumwolle. Im Wesentlichen durchlief das von den Kardiermaschinen erzeugte Kardenband eine erste Streckstufe zwischen gewichtsbelasteten Walzen hindurch, um anschließend in hohe Kannen (Blechbehälter) geführt zu werden, die sich ihrerseits um die eigene Längsachse drehten. Die Kannen hatten zuerst zylindrische Form, später eine konische wie Laternen, daher der Name Laternenbank.
Die Streckbank wurde 1775 vom Engländer Richard Arkwright zum Patent angemeldet.
Das Ergebnis dieses Produktionschrittes war ein Garnähnliches Material, das allerdings noch keinerlei Zugfestigkeit besaß. Erst der abschließende Fertigungsschritt mit einer Spinnmaschine wie auf einer Waterframe, einer Spinning Mule oder einer Selfaktor ließ einen reißfesten Faden entstehen für die Weiterverarbeitung mit einem Webstuhl.
Später wurde die Streckbank durch eine weitere Erfindung von Richard Arkwright ergänzt: Die Strecke. Heute reicht die Strecke alleine, um aus einem Kardenband ein Zwischenprodukt herzustellen, welches auf einer Ring- oder Rotorspinnmaschine verarbeitet werden kann.